# ستيف فرينش (مغني)
ستيف فرينش (بالإنجليزية: Steve French)‏ هو مغني أمريكي، ولد في 24 سبتمبر 1959 في ماسكوت في الولايات المتحدة، وتوفي في 22 يونيو 2016 في مقاطعة فاييت في الولايات المتحدة.